# Ecrobia maritima
 (février 2024).
Espèce
Ecrobia maritima est une espèce de très petits escargots aquatiques de la famille des Hydrobiidae.

## Description
La taille d'une coquille adulte atteint 4 mm.

## Répartition
Ecrobia maritima se rencontre dans le lac Pomorie (en) (une lagune hypersaline de l'Est de la Bulgarie), en mer Noire et en  mer Égée.

## Classification
Le nom valide complet (avec auteur) de ce taxon est Ecrobia maritima (Milaschewitsch, 1916).
L'espèce a été initialement classée dans le genre Hydrobia sous le protonyme Hydrobia maritima Milaschewitsch, 1916.
Ecrobia maritima a pour synonymes :
- Ecrobia pontieuxini (Radoman, 1973)
- Graecoanatolica yildirimi Glöer & Pešić, 2015
- Hydrobia maritima Milaschewitsch, 1916
- Hydrobia pontieuxini Radoman, 1973
- Pseudopaludinella cygnea V. Anistratenko, 1992
- Pseudopaludinella inflata V. Anistratenko, 1992
- Pseudopaludinella ismailensis V. Anistratenko, 1992
- Pseudopaludinella pontieuxini (Radoman, 1973)
- Ventrosia maritima (Milaschewitsch, 1916)
- Ventrosia pontieuxini (Radoman, 1973)

## Publication originale
- (ru) K. O. Milaschewitsch, [Molluscs of Russian seas] : [Molluscs of the Black and Azov seas], vol. 1, Pétrograd, 1916, 312 p. (lire en ligne), p. 60-61.